# Steve Newman
Steve Newman, né au Cap en Afrique du Sud le 25 janvier 1952, est un chanteur, guitariste et musicien sud-africain, l'un des trois fondateurs du groupe Tananas.

## Discographie
- Your Mother is Very Worried About You (1979)
- What do you Want (1982) en solo et aussi avec Tony Cox
- 101 Ways to Play the Acoustic Guitar (1983) avec Tony Cox
- Tananas (1986) avec Kathryn Locke
- Planetarium Live (c. 1989) avec Tony Cox
- Alive at Le Plaza (1993) avec Tony Cox
- About Time (2002) avec Tony Cox
- Steve Newman (2004) en solo
- The World In A Guitar (2004) avec l'Aquarian Quartet et ses amis (Madala Kunene, Terence Scarr, Edi Nedilander, Ashish Joshi, Kesivan Naidoo, Errol Dyers)
- Flavour (2008) en solo